# Denis Brodeur
Joseph Germain Stanislaus Denis Brodeur (Montréal, 12 ottobre 1930 – Montréal, 26 settembre 2013) è stato un fotografo e hockeista su ghiaccio canadese.

## Carriera

### Giocatore
Brodeur ha giocato come portiere in diverse leghe nordamericane: Saint John Beavers in Maritime Senior Hockey League (1950-1951), Chicoutimi Sagueneens in Quebec Hockey League (1952-1954), Kitchener-Waterloo Dutchmen in Ontario Senior Hockey League (1954-1956), Buffalo Bisons in American Hockey League (1957-1958) e Charlotte Clippers in Eastern Hockey League (1958-1959).
Coi Dutchman vinse l'Allen Cup del 1955: in seguito a questa vittoria la squadra venne scelta per rappresentare il Canada alle successive Olimpiadi invernali di Cortina d'Ampezzo 1956. La squadra giunse terza, dietro ad Unione Sovietica e Stati Uniti.
Brodeur, pur di giocare le olimpiadi, rifiutò un'offerta dei Cleveland Barons per giocare in American Hockey League già a partire dalla stagione 1955-1956. Approderà nella seconda lega nordamericana solo nel 1957.

### Fotografo
Dopo il ritiro divenne un fotografo professionista, specializzato in immagini sull'hockey su ghiaccio: è considerato il miglior fotografo che la NHL abbia mai conosciuto, tanto che la lega nel 2006 acquistò l'intera collezione di sue fotografie, circa 110.000, per 350.000 dollari.
È stato il fotografo ufficiale dei Montreal Canadiens per molti anni.

## Vita privata
Sposato con Mireille, ha avuto due figlie, Line e Sylvie, e tre maschi, Denis Jr., Claude e Martin. Quest'ultimo ha seguito le orme paterne divenendo portiere, e vincendo anch'egli una medaglia olimpica (l'oro, sia a Salt Lake City 2002 che a Vancouver 2010).